# Campionati europei di atletica leggera indoor 2021 - 400 metri piani femminili
La gara dei 400 metri piani femminili ai campionati europei di atletica leggera indoor di Toruń 2021 si è svolta il 5 e il 6 marzo 2021 presso l'Arena Toruń.

## Podio
| Pos.    | Atleta                 | Nazionalità |
| ------- | ---------------------- | ----------- |
| Oro     | Femke Bol              | Paesi Bassi |
| Argento | Justyna Święty-Ersetic | Polonia     |
| Bronzo  | Jodie Williams         | Regno Unito |

## Record
| Record                | Record                | Record | Record         | Record       |
| --------------------- | --------------------- | ------ | -------------- | ------------ |
| Record mondiale       | Jarmila Kratochvílová | 49"59  | Milano, Italia | 7 marzo 1982 |
| Record europeo        | Jarmila Kratochvílová | 49"59  | Milano, Italia | 7 marzo 1982 |
| Record dei campionati | Jarmila Kratochvílová | 49"59  | Milano, Italia | 7 marzo 1982 |

## Programma
| Data         | Ora   | Turno      |
| ------------ | ----- | ---------- |
| 5 marzo 2021 | 11:22 | Batterie   |
| 5 marzo 2021 | 19:33 | Semifinali |
| 6 marzo 2021 | 20:25 | Finale     |

## Risultati

### Batterie
Qualificazione: Le prime due di ogni batteria (Q) e le ulteriori quattro migliori atlete (q) avanzano alle semifinali
| Posizione | Batteria | Atleta                    | Nazionalità | Tempo | Note                                     |
| --------- | -------- | ------------------------- | ----------- | ----- | ---------------------------------------- |
| 1         | 5        | Phil Healy                | Irlanda     | 52"00 | Q                                        |
| 2         | 3        | Justyna Święty-Ersetic    | Polonia     | 52"06 | Q                                        |
| 3         | 3        | Jessie Knight             | Regno Unito | 52"17 | Q                                        |
| 4         | 5        | Léa Sprunger              | Svizzera    | 52"25 | Q                                        |
| 5         | 3        | Cynthia Bolingo Mbongo    | Belgio      | 52"27 | q                                        |
| 6         | 4        | Jodie Williams            | Regno Unito | 52"35 | Q                                        |
| 7         | 5        | Modesta Justė Morauskaitė | Lituania    | 52"52 | q                                        |
| 8         | 4        | Andrea Miklós             | Romania     | 52"57 | Q                                        |
| 9         | 6        | Ama Pipi                  | Regno Unito | 52"63 | Q                                        |
| 10        | 3        | Kateryna Klymyuk          | Ucraina     | 52"70 | q                                        |
| 11        | 5        | Rebecca Borga             | Italia      | 52"72 | q                                        |
| 12        | 4        | Alice Mangione            | Italia      | 52"73 | Miglior prestazione personale            |
| 13        | 2        | Lieke Klaver              | Paesi Bassi | 52"74 | Q                                        |
| 14        | 7        | Irini Vasiliou            | Grecia      | 52"76 | Q                                        |
| 15        | 2        | Anna Ryzhykova            | Ucraina     | 52"76 | Q                                        |
| 16        | 1        | Femke Bol                 | Paesi Bassi | 52"77 | Q                                        |
| 17        | 6        | Lisanne de Witte          | Paesi Bassi | 52"82 | Q =                                      |
| 18        | 6        | Lada Vondrová             | Rep. Ceca   | 52"83 |                                          |
| 19        | 1        | Hanna Mikhailava          | Bielorussia | 52"96 | Q                                        |
| 20        | 7        | Agnė Šerkšnienė           | Lituania    | 53"00 | Q                                        |
| 21        | 1        | Laura Müller              | Germania    | 53"03 |                                          |
| 22        | 6        | Corinna Schwab            | Germania    | 53"06 |                                          |
| 23        | 7        | Amandine Brossier         | Francia     | 53"23 |                                          |
| 24        | 3        | Cátia Azevedo             | Portogallo  | 53"28 | Miglior prestazione personale stagionale |
| 25        | 3        | Maja Ćirić                | Serbia      | 53"28 | Miglior prestazione personale stagionale |
| 26        | 2        | Sophie Becker             | Irlanda     | 53"31 |                                          |
| 27        | 4        | Susanne Walli             | Austria     | 53"41 | Miglior prestazione personale            |
| 28        | 1        | Tereza Petržilková        | Rep. Ceca   | 53"46 |                                          |
| 29        | 7        | Anastasiia Bryzgina       | Ucraina     | 53"50 |                                          |
| 30        | 5        | Hanne Maudens             | Belgio      | 53"63 |                                          |
| 31        | 4        | Aauri Lorena Bokesa       | Spagna      | 53"64 |                                          |
| 32        | 2        | Camille Laus              | Belgio      | 53"68 |                                          |
| 33        | 7        | Sharlene Mawdsley         | Irlanda     | 53"68 |                                          |
| 34        | 4        | Iveta Putalová            | Slovacchia  | 53"69 | Miglior prestazione personale stagionale |
| 35        | 2        | Eleonora Marchiando       | Italia      | 53"70 |                                          |
| 36        | 2        | Krystsina Muliarchik      | Bielorussia | 53"93 |                                          |
| 37        | 1        | Andrea Jiménez            | Spagna      | 54"34 |                                          |
| 38        | 1        | Silke Lemmens             | Svizzera    | 54"48 |                                          |
| 39        | 6        | Evelin Nádházy            | Ungheria    | 55"11 |                                          |

### Semifinali
Qualificazione: Le prime due di ogni semifinale (Q) avanzano alla finale
| Posizione | Semifinale | Atleta                    | Nazionalità | Tempo | Note                                     |
| --------- | ---------- | ------------------------- | ----------- | ----- | ---------------------------------------- |
| 1         | 3          | Femke Bol                 | Paesi Bassi | 51"17 | Q                                        |
| 2         | 2          | Justyna Święty-Ersetic    | Polonia     | 51"34 | Q                                        |
| 3         | 2          | Lieke Klaver              | Paesi Bassi | 52"09 | Q                                        |
| 4         | 3          | Jodie Williams            | Regno Unito | 52"09 | Q                                        |
| 5         | 2          | Anna Ryzhykova            | Ucraina     | 52"11 | Miglior prestazione personale            |
| 6         | 2          | Jessie Knight             | Regno Unito | 52"22 |                                          |
| 7         | 1          | Phil Healy                | Irlanda     | 52"41 | Q                                        |
| 8         | 1          | Andrea Miklós             | Romania     | 52"41 | Q                                        |
| 9         | 1          | Amarachi Pipi             | Regno Unito | 52"54 | Miglior prestazione personale stagionale |
| 10        | 3          | Léa Sprunger              | Svizzera    | 52"64 |                                          |
| 11        | 2          | Agnė Šerkšnienė           | Lituania    | 53"09 |                                          |
| 12        | 1          | Lisanne de Witte          | Paesi Bassi | 53"10 |                                          |
| 13        | 1          | Kateryna Klymyuk          | Ucraina     | 53"10 |                                          |
| 14        | 1          | Hanna Mikhailava          | Bielorussia | 53"10 |                                          |
| 15        | 3          | Modesta Justė Morauskaitė | Lituania    | 53"20 |                                          |
| 16        | 3          | Irini Vasiliou            | Grecia      | 53"31 |                                          |
| 17        | 3          | Cynthia Bolingo Mbongo    | Belgio      | 53"74 |                                          |
| 18        | 2          | Rebecca Borga             | Italia      | 54"23 |                                          |

### Finale
| Posizione | Corsia | Atleta                 | Nazionalità | Tempo | Note                                                      |
| --------- | ------ | ---------------------- | ----------- | ----- | --------------------------------------------------------- |
| Oro       | 6      | Femke Bol              | Paesi Bassi | 50"63 | Miglior prestazione europea stagionale · Record nazionale |
| Argento   | 5      | Justyna Święty-Ersetic | Polonia     | 51"41 |                                                           |
| Bronzo    | 1      | Jodie Williams         | Regno Unito | 51"73 | Miglior prestazione personale                             |
| 4         | 4      | Phil Healy             | Irlanda     | 51"94 | Miglior prestazione personale                             |
| 5         | 3      | Lieke Klaver           | Paesi Bassi | 52"03 |                                                           |
| 6         | 2      | Andrea Miklós          | Romania     | 52"10 |                                                           |